# Crepis sancta
Crepis sancta és una espècie de planta de la família asteràcia. La seva distribució és al sud i sude-est d'Europa. Als Països catalans es troba només a Catalunya a la zona del litoral i prelitoral al nord del riu Francoli i al País Valencià només a la comarca de la Marina Septentrional. Viu des del nivell del mar fins als 700 metres en terres cultivades.

## Descripció
Herba rosulada, sovint amb moltes tiges, pubescent, fulles basals oblongo-lanceolades, dentades pinnatifides ipinnatipartides d'1-10 x 0,5-2,5 cm;flors grogues;aquenis de 3-5 mm. Floreix de març a maig.